# Es difícil hacer cosas fáciles
Es difícil hacer cosas fáciles es el nombre del cuarto álbum y tercer LP editado por la banda chilena Guiso. Se compone de 12 temas y fue producido, grabado y editado por la misma banda, a través de su sello Algo Records.
El LP fue grabado durante 2007, y es la cuarta producción realizada por la banda.

## Canciones
1. La maldición
2. Quise a Boogie
3. Siempre
4. La intención
5. En el camino
6. Todavía es muy tarde
7. Cine
8. Arica / Magallanes
9. Espíritu
10. Violeta
11. Tsunami
12. Más allá